# Petrosiidae
Petrosiidae is een familie van sponsdieren uit de klasse van de Demospongiae (gewone sponzen). 

## Geslachten
- Acanthostrongylophora Hooper, 1984
- Neopetrosia de Laubenfels, 1949
- Petrosia Vosmaer, 1885
- Xestospongia de Laubenfels, 1932